# Trinity Washington University
Die Trinity Washington University ist eine zur Katholischen Universität von Amerika gehörige Privatuniversität im Nordosten von Washington, D.C.
Die Hochschule wurde 1897 gegründet und wird in katholischer Trägerschaft durch die Schulschwestern Unserer Lieben Frau von Namur geführt. 2004 erfolgte die Anerkennung als Universität.

## Fakultäten (Schools)
- School of Arts and Sciences
- School of Education
- Nursing and Health Professions
- School of Professional Studies
- Business and Graduate Studies